# Lalala (melodie de Y2K și bbno$)
„Lalala” este un cântec al producătorului american Y2K în colaborare cu rapper-ul canadian bbno$, lansată în data de 7 iunie 2019 la casa de discuri Columbia Records. Un videoclip muzical a fost lansat pe data de 20 august 2019.
Melodia a devenit virala pe TikTok din cauza frazei "Did I really just forget that melody?" rostită de bbno$ la începutul clipului. Din cauza viralității piesei fanii au început să îl numească pe bbno$ "Lalala guy".